# Суперкубок Лівану з футболу 1998
Суперкубок Лівану з футболу 1998  — 3-й розіграш турніру. Матч відбувся 4 жовтня 1998 року між чемпіоном Лівану клубом Аль-Ансар та фіналістом кубка Лівану клубом Хоменмен.
| Володар Суперкубка Лівану 1998 |
| ------------------------------ |
|                                |
| Аль-Ансар Третій титул         |

## Матч

### Деталі
| 4 жовтня 1998 |

| Аль-Ансар | 4:2 | Хоменмен |
| --------- | --- | -------- |
|           |     |          |

| Муніципальний стадіон, Бейрут |